# رأسمالية الرفاهية

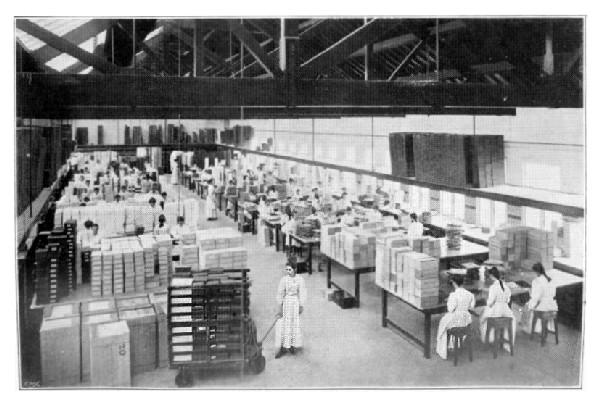

رأسماليّة الرفاهة (بالإنجليزيّة: Welfare capitalism) هي رأسمالية تشمل سياسات الرعاية الاجتماعيّة. رأسماليّة الرفاهة هي ممارسة العمل التجاريّ الذي يمكنه توفير خدمات الرفاهة للموظفين. وبهذا المعنى الثاني تكون رأسماليّة الرفاهة، أو الأبويّة الصناعيّة، نظام يركز على الصناعات التي توظِّف العمالة عالية المهارة في منتصف القرن العشرين.
اليوم، ترتبط رأسماليّة الرفاهة بنماذج الرأسماليّة الموجودة في وسط وشمال أوروبا، مثل نموذج الدول الإسكندنافية/ النورديّة، واقتصاد السوق الاجتماعيّ ورأسماليّة راين. توجد رأسماليّة الرفاهة في بعض الحالات في النظام الاقتصاديّ المختلط، وهذا لا ينفي أن دول الرفاهة توجد في حالات أخرى مستقلة عن سياسات الاقتصاد المختلط مثل تدخُّل الدولة والتنظيم الشديد.

## اللغة
رأسماليّة الرفاهية أو هيمنة الرفاهية، هي لغة محايدة إلى حدّ ما، في سياقات أخرى، من الممكن أن يتم تأطيرها لتعبّر عن الأبويّة الصناعية أو القرية الصناعية أو بلدة الشركات أو الخطّة التمثيليّة أو التحسين الصناعي أو اتّحاد الشركات.

## التاريخ
في القرن التاسع عشر، بدأت عدة شركات –معظمها مصانع- عرض مزايا جديدة للموظفين. بدأت تلك العروض في بريطانيا في بدايات القرن التاسع عشر، إلى أن انتشرت في دول أوروبيّة أخرى مثل فرنسا وألمانيا. دعمت تلك الشركات قيام النوادي الاجتماعيّة والفِرق الرياضيّة، كما وفرت أنشطة تعليميّة وثقافيّة لموظفيها. حتى أن البعض عرض إسكان العمال علاوة على ذلك. تطورت شركات الرفاهة في الولايات المتحدة في وقت ذروة التطور الصناعيّ من 1880 حتى 1900، والتي اتسمت بالنزاعات والاضرابات العماليّة.

## التعاونيات والقرى النموذجيّة
إحدى المحاولات الأولى لتوفير الرفاهة الخيريّة كانت في مطاحن نيو لانارك في إسكتلندا، تحت تنفيذ المُصلح الاجتماعيّ روبرت أوين. أصبح أوين مدير ومالك مساهم في المطاحن في 1810، كان يأمل أن ينتقل بها إلى مبادئ أعلى من مجرد الربح التجاريّ وشجعه في ذلك نجاحه في إدارة طواحين القطن في مانشستر. كان حال العمال يرثى له، وغرق بعضهم في الخمور والسرقة، كما أن النظافة والتعليم كانا من الأمور النادرة، والعائلات تعيش في غرفة واحدة.
فتح أوين منفذًا للبيع حيث يمكن للناس أن يشتروا السلع بأسعار أقل من قيمة سعر السوق، كما وضع قيودًا شديدة على تجارة الكحوليات. باع أوين البضائع القيِّمة ومرر المكاسب إلى العمال. أصبحت تلك المبادئ أسسًا تقوم عليها المنافذ التعاونيّة فيما بعد، والتي تستمر في التجارة في بريطانيا حتى اليوم. تضمَّنت خطط أوين بعض التكاليف التي أزعجت شركاءه، فقرر أن يشتريهم بسبب سأمه من فرض القيود على أفعاله عام 1813. أصبحت نيو لانارك بعد ذلك محفل في أوروبا يزورها الأمراء ورجال الدولة. اندهش المسئولون من وجود منطقة صناعيّة نظيفة وصحيّة يعمل بها موظفون سعداء مع وجود أعمال تجاريّة مزدهرة. تخالف فلسفة أوين التفكير المعاصر، ولكنه أراد أن يوصل رسالة مفادها أنه من غير الضروريّ أن تعامل الشركة موظفيها بسوء لكي تجني الأرباح.

## الرفاهة كنموذج للأعمال التجاريّة
في نهاية القرن العشرين، بدأ رواد الأعمال اعتماد مقاربة مختلفة. أقامت عائلة كادبري من رواد الأعمال قرية نموذجيّة في بورنفي بإنجلترا في 1879 من أجل مصنع للشوكلاتة. كان العمال يتلقون معاملة غاية في الاحترام ويعملون في ظروف جيدة وبأجور مرتفعة نسبيًا. تبنت كادبري خطة راتب التقاعد، لجان العمل المشتركة وخدمات الرعاية الطبيّة. اهتمت كادبري أيضًا بالصحة واللياقة الخاصة بالعمال، مما دفعهم إلى إقامة الحدائق والمتنزهات في بورنفي، وتشجيعهم للسباحة والمشي وغيرها من الرياضات الخارجيّة.

## رأسماليّة الرفاهة الحديثة
عرَّف رأسماليّة الرفاهة الاقتصاديّ الألمانيّ غوستاف فون شمولر في القرن التاسع عشر، بأنها توفير الرفاهة للعمال خلال التشريعات الاجتماعيّة التي تقرُّها الحكومة. أوروبا الغربية وإسكندنافيا وكندا وأسترالاسيا من المناطق المعروفة بأنها من دول الرفاهة، كما دعمت دول أخرى التأمين الصحيّ الشامل وعناصر أخرى من دولة الرفاهة أيضًا.
صنَّف إسبنغ أنديرسون ثلاث تقاليد مختلفة من توفير الرعاية والرفاهة في كتاب «ثلاث عوالم من رأسماليّة الرفاهة»، وهي الديمقراطيّة الاجتماعيّة والديمقراطيّة المسيحيّة (المحافظة) والليبراليّة. ظل هذا التصنيف مستخدمًا بالرغم من الانتقادات التي يتعرض لها، فهو يوفر نقطة بدء للمزيد من التحليل. كما يجادل الأكاديميّون أن هذه الأنواع ظلت أداة أساسيّة لدراسة دول الرفاهة.
تُبنى الدولة الديمقراطيّة الاجتماعيّة المثاليّة على مبادئ التعميم وتوفير الفرص للاستفادة من الخدمة المقدمة بناءً على المواطنة. توفر دولة الرفاهة تلك درجة عالية من الذاتيّة مما يحد الاعتماد على العائلة والسوق. وفي هذا السياق تصبح السياسات الاجتماعيّة سياسات ضد السوق. تقوم دول الرفاهة الديمقراطيّة المسيحيّة على هيمنة التأمين الاجتماعيّ واللامركزيّة وتوفير مستوى متوسط من غياب الاستغلال التجاريّ (اللاتسليع) ودرجة عالية من التراتبيّة الاجتماعيّة. يُبنى النظام الليبراليّ على مفهوم سيطرة السوق والإمداد الخاص، وتتدخَّل الدولة فقط لحماية الفقراء وتوفير الاحتياجات الأساسيّة، بطرق قابلة للاختبار.
وبناءً على مؤشر إسبنغ أنديرسون للاتسليع، يمكن تصنيف الدول تحت الأنواع الثلاثة كالتالي:-
1. ليبراليّة: أستراليا وكندا واليابان وسويسرا والولايات المتحدة.
2. ديمقراطيّة مسيحيّة: النمسا وبلجيكا وفرنسا وألمانيا وإيطاليا.
3. ديمقراطيّة اجتماعيّة: الدنمارك وفنلندا وهولندا والنرويج والسويد.
4. لا يمكن تصنيفها بوضوح: إيرلاندا ونيوزيلاندا والمملكة المتحدة.[10]

## الكفاءة
في النهاية، تفيد برامج رأسماليّة الرفاهة عمال الياقات البيضاء أكثر من أولئك الموجودين على أرض المصنع في القرن العشرين. لم تعلو الأجور الحقيقيّة للعمال قليلي ومتوسطي المهارة في عشرينات القرن الماضي، بينما استمرت ساعات العمل الطويلة. كما أن زعزعة استقرار التوظيف بسبب التحجيم استمرت كواقع للحياة العمليّة. وكان من النادر أن تعمل رأسماليّة الرفاهة كما خُطط لها، حيث دعمت اتحادات الشركات سلطة الإدارة على شروط التوظيف فقط.
أدت حوافز الأجور لتسريع الإنتاج في خطوط المصانع. وكما أرادت تلك البرامج تشجيع ولاء العمال للشركة، لم تنجح تلك المجهودات بسبب التحجيم المستمر والإحباط بسبب ظروف العمل السيئة. تقبَّل الموظفون خطط التمثيل العماليّ والأنشطة الثقافيّة، ولكنهم كانوا بحاجة إلى تحسين دخلهم خلال العمل والحضور والحصول على مزايا أخرى مثل الرعاية الطبيّة.

## مكافحة العمل النقابي
كما استخدمت رأسماليّة الرفاهية كوسيلة لمقاومة التنظيم الحكومي للأسواق، وتنظيم نقابات العمّال المستقلّة، وظهور دول الرفاه الاجتماعي. ذهب الرأسماليّون في مجال الرعاية إلى حدّ كبير لإبطال التنظيمات النقابيّة المستقلّة والإضرابات والتعبيرات الأخرى عن العمل الجماعي، من خلال مزيج من القمع العنيف، والعقوبات العماليّة، والفوائد المادية والمعنوية في مقابل الولاء. أيضاً، برامج ملكيّة الأسهم من قبل العمّال تهدف إلى ربط العمّال بنجاح الشركات (وبالتالي بالإدارة). سيكون العمّال حينئذ شركاء فعليّين مع أصحاب المال والرأسماليّين أنفسهم. كان قصد مالكي هذه البرامج درء خطر «البلشفيّة» وتقويض جاذبيّة النقابات.
اتحادات الشركات أقل شعبيّة من برامج رأسماليّة الرعاية الاجتماعية، تمّ إنشاؤها من أجل درء نشاط العمل. من خلال منح الموظفين رأياً في سياسات وممارسات الشركة، ومن أجل حلّ النزاعات داخليّاً، يأمل أصحاب العمل في الحدّ من إغراءات النقابات. وأطلقوا على هذه الخطط لتمثيل الموظفين «الديمقراطيّة الصناعيّة»

## الفعالية
في النهاية، استفاد من برامج الرأسماليّة الاجتماعيّة العمّال ذوي الياقات البيضاء أكثر بكثير من عمال المصانع في أوائل القرن العشرين. بلغ متوسّط المكافآت السنويّة في شركة الصلب الأمريكية من 1929 إلى 1939 حوالي 2.500.000 دولار أمريكي؛ ومع ذلك، في عام 1929، تم تحويل مبلغ 1.623.753 دولار أمريكي إلى رئيس الشركة. فالأجور الحقيقيّة للعمال غير المهرة وذوي المهارات المتدنيّة لم تدم إلا قليلاً في عشرينات القرن العشرين، بينما ظلّت ساعات العمل الطويلة في الظروف غير الآمنة هي ما تطغى على جو العمل في الحقيقة. وعلاوةً على ذلك، ظلّ عدم الاستقرار في العمل بسبب تسريح العمّال حقيقة واقعيّة في حياة العمال. نادراً ما عملت برامج الرأسماليّة الاجتماعيّة على النحو المنشود، كما أن نقابات الشركات عزّزت فقط سلطة الإدارة على شروط التوظيف.